# پلی‌استیشن ۲
پلی‌استیشن ۲ ((به انگلیسی: PlayStation 2)، کوتاه‌شده: PS2) دومین کنسول بازی ویدئویی خانگی از سونی کامپیوتر انترتینمنت است که پس از نخستین کنسول پلی‌استیشن و پیش از پلی‌استیشن ۳ از سوی سونی ارائه گردید. خبر ساخته شدن آن در مارس سال ۱۹۹۹ داده شد و یک سال بعد در ژاپن منتشر شد. رقبای اصلی این کنسول، کنسول‌های سگا دریم‌کست، ایکس‌باکس و نینتندو گیم‌کیوب بودند.
پلی‌استیشن ۲ از نسل ششم کنسول‌های بازی است و با فروش ۱۵۶ میلیون نسخه تا سال ۲۰۱۳ پرفروش‌ترین کنسول خانگی تاریخ است، با فروش بیش از ۱۴۱ میلیون نسخه تا ۳۰ سپتامبر سال ۲۰۰۹. در سال ۲۰۰۵ پلی استیشن ۲ سریع‌ترین کنسولی شد که توانسته بود ۱۰۱ میلیون نسخه روانه بازار کند. پس از بیش از ۱۲ سال از عرضه این کنسول، سونی فروش جهانی آن را در چهارم ژانویه ۲۰۱۳ میلادی متوقف کرد. پلی‌استیشن ۲ در مجموع، با فروش ۱۵۵ میلیون واحد، پرفروش‌ترین کنسول بازی در صنعت بازی‌های ویدیویی محسوب می‌شود. پرفروش‌ترین بازی پلی‌استیشن ۲ با فروش ۱۷/۳۴ میلیون نسخه اتومبیل‌دزدی بزرگ: سن آندریاس است. آخرین بازی برای این کنسول عنوان فوتبال تکاملی حرفه‌ای ۲۰۱۴ بود. این کنسول اولین کنسولی بود که ۱۴ سال تولید شد

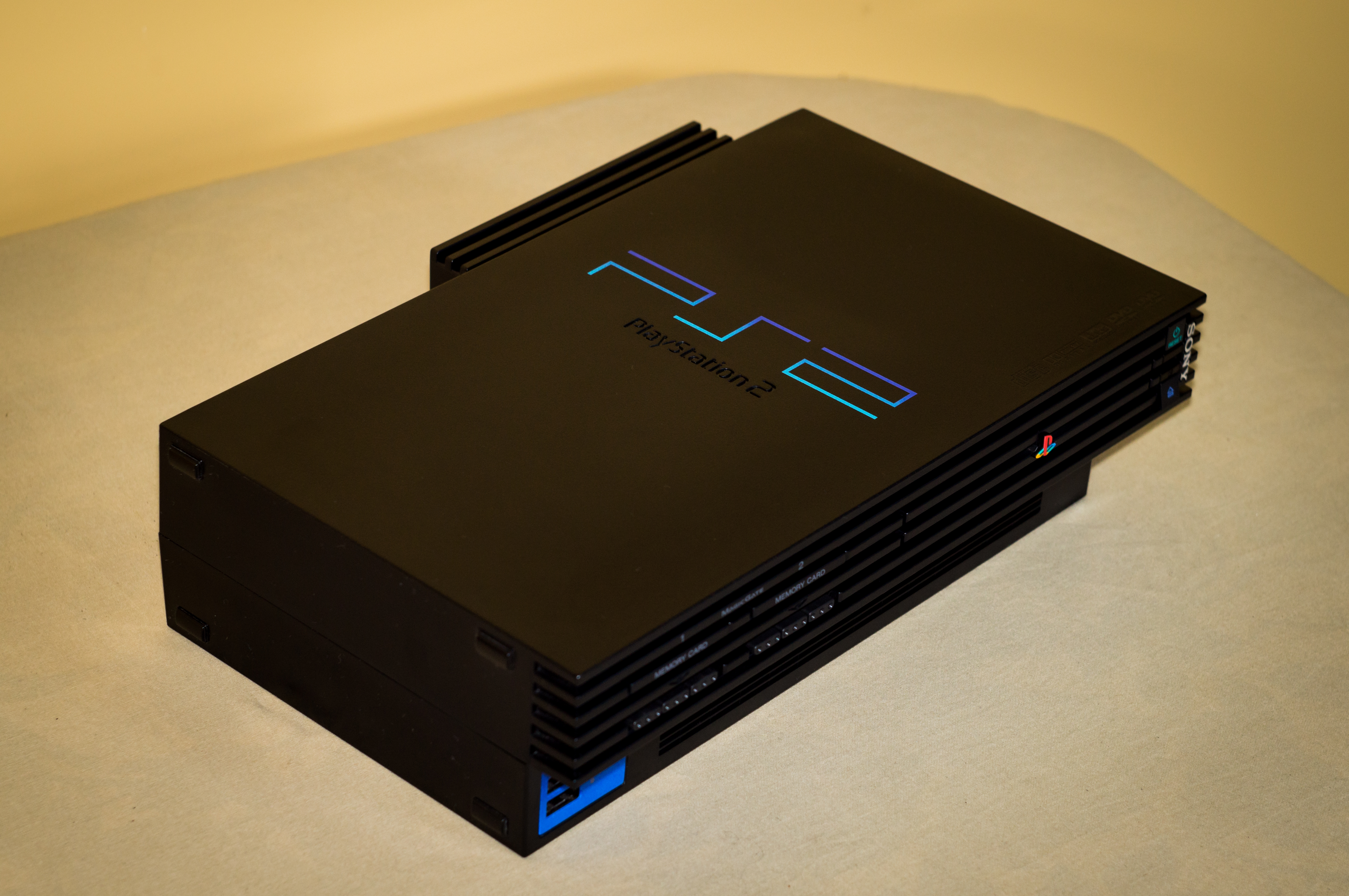
ps2

## تاریخچه

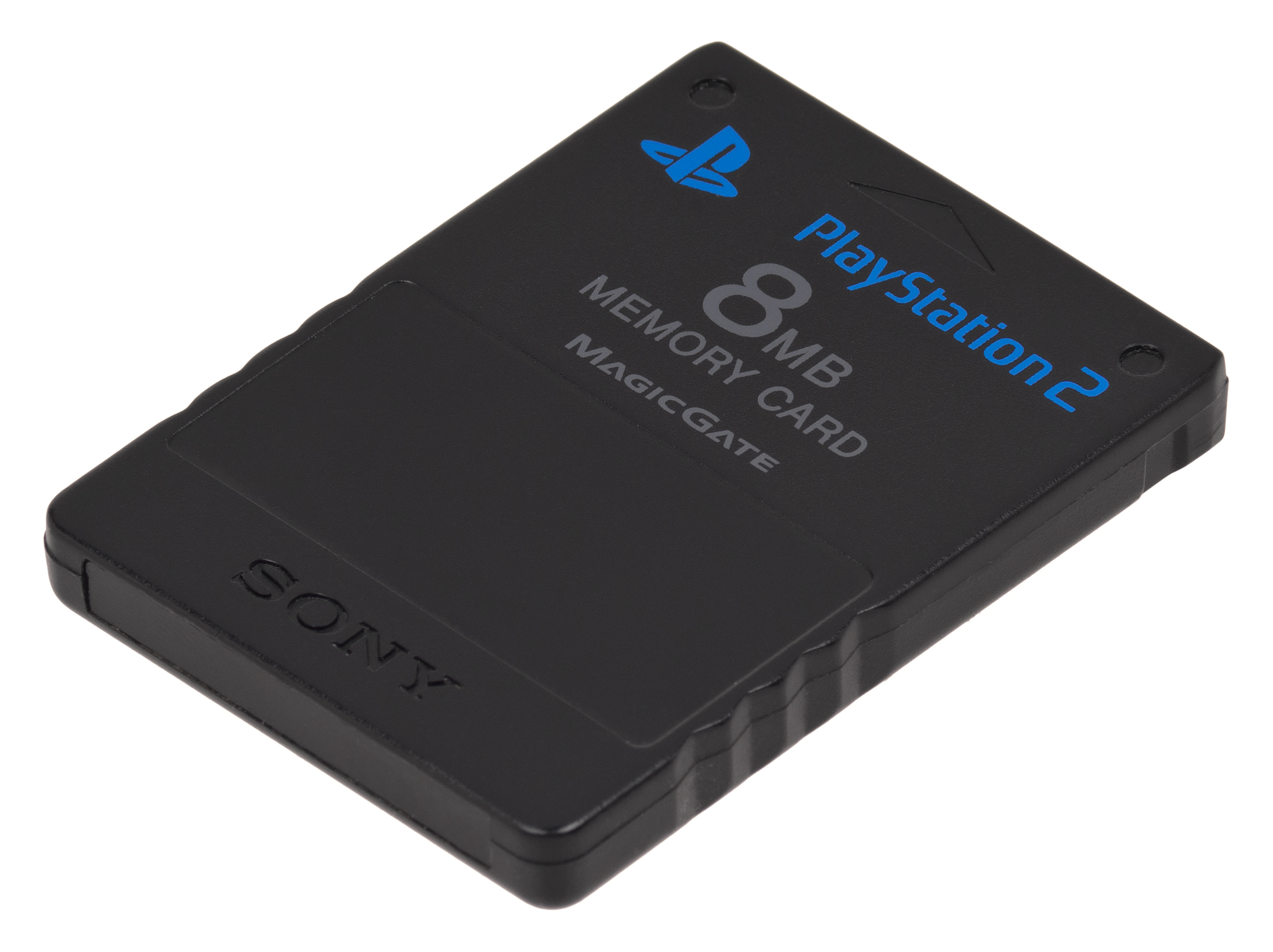
یک کارت ذخیره‌سازی بازی با گنجایش ۸ مگابایت که جداگانه فروخته می‌شد.

اگرچه سونی جزئیات توسعه پلی استیشن ۲ را مخفی نگه داشته‌است، کار بر روی کنسول حدود زمانی آغاز شد که نسخه اصلی پلی استیشن منتشر شد (در اواخر سال 1994). خودیها گفتند که در ساحل غربی آمریکا توسط اعضای سابق نرم‌افزار Argonaut توسعه یافته‌است. در سال ۱۹۹۷ این کلمه به مطبوعات نازل شد که این کنسول می‌تواند سازگار با PlayStation اصلی، یک دستگاه پخش دی وی دی داخلی و اتصال به اینترنت باشد. سونی پلی استیشن 2 (PS2) را در تاریخ ۱ مارس ۱۹۹۹ اعلام کرد. کنسول بازی‌های ویدئویی به عنوان رقیب Sega's Dreamcast قرار گرفت، اولین کنسول نسل ششم منتشر شد، اگرچه در نهایت رقبای اصلی PS2 بازی‌های نینتندو GameCube و مایکروسافت بودند. Xbox. [17] [18] Dreamcast خود بعداً در همان سال با موفقیت بسیار زیادی در آمریکای شمالی راه اندازی شد و طی دو هفته بیش از ۵۰۰۰۰۰ واحد فروخت.
بلافاصله پس از راه اندازی Dreamcast's North America، سونی از PlayStation 2 در نمایشگاه بازی توکیو در تاریخ ۲۰ سپتامبر ۱۹۹۹ پرده برداشت. [۲۰] سونی نمایش‌های کاملاً قابل پخش از بازی‌های آینده پلی استیشن ۲ از جمله Gran Turismo 2000 (بعداً با عنوان Gran Turismo 3: A-Spec) و Tekken Tag Tournament منتشر کرد که توانایی‌ها و قدرت گرافیکی کنسول را نشان می‌داد.
PS2 در مارس ۲۰۰۰ در ژاپن، اکتبر در آمریکای شمالی و نوامبر در اروپا راه اندازی شد. فروش کنسول، بازی‌ها و لوازم جانبی در اولین روز با ۲۵۰ میلیون دلار افزایش، به‌طور مستقیم پس از انتشار در بازارهای خرده فروشی عرضه شد. گزینه دیگر خرید کنسول به‌صورت آنلاین از طریق وب سایت‌های حراج مانند eBay بود، جایی که افراد بیش از هزار دلار برای این کنسول پرداخت می‌کردند. [25] PS2 در ابتدا با توجه به استحکام برند پلی استیشن و سازگاری عقب کنسول، فروش خوبی داشت و بیش از ۹۸۰٬۰۰۰ دستگاه در ژاپن تا ۵ مارس ۲۰۰۰، یک روز پس از فروش، فروخت.

## ویدئو و صدا
پلی استیشن ۲ ممکن است به‌طور طبیعی وضوح تصویری را از SDTV و HDTV از 480i تا 480p بدست آورد، در حالی که سایر بازی‌ها مانند Gran Turismo 4 و Tourist Trophy با استفاده از هر یک از استانداردهای زیر از رزولوشن 1080i با اندازه بزرگ پشتیبانی می‌کنند.
این کابل‌ها همچنین از صدای استریو آنالوگ خارج می‌شوند. علاوه بر این، یک مدولاتور RF برای اتصال سیستم به تلویزیون‌های قدیمی تر در دسترس است.

## بازی آنلاین
کاربران پلی استیشن ۲ این امکان را داشتند که از طریق اینترنت با استفاده از شماره‌گیری یا اتصال به اینترنت پهن باند، بازیهای انتخابی را از طریق اینترنت انجام دهند. آداپتور شبکه پلی استیشن ۲ برای مدل‌های اصلی مورد نیاز بود، در حالی که مدل‌های باریک شامل پورت‌های شبکه روی کنسول بودند. به جای داشتن یک سرویس آنلاین مبتنی بر اشتراکی مانند Xbox Live به عنوان رقیب مایکروسافت بعداً برای کنسول Xbox خود تصمیم گرفت، عملکرد چند نفره آنلاین در پلی استیشن ۲ بر عهده ناشر بازی بود و بر روی سرورهای شخص ثالث اجرا شد. بسیاری از بازی‌هایی که بازی آنلاین را پشتیبانی می‌کنند، منحصراً از دسترسی اینترنت باند پهن پشتیبانی می‌کنند.

## فهرست کامل مدل‌های ارائه شده توسط شرکت سونی
شرکت سونی پلی استیشن ۲ را در ۴ نسخه ساخته و روانه بازار کرده‌است. که از سری نسخه SCPH-100 تا SCPH-50000 مدل FAT نام دارد و و از سری SCPH-70000 تا SCPH-90000 مدل Slime نامیده می‌شود.
' (2009_Slim (Intenal Power '
- SCPH-9007
- SCPH-9004
- SCPH-9002
- SCPH-9000

' (2011_Slim (Adapter '
- SCPH-7009
- SCPH-7007
- SCPH-7002
- SCPH-7001

' (2015_Pro (HDD Support '
- SCPH-10000
- SCPH-15000
- SCPH-30000
- SCPH-32000
- SCPH-35000
- SCPH-50000

' (2019_Ultra (SSD Internal no Optic '
- SCPH-62000
- SCPH-72000
- SCPH-90000c

## فهرست بازی‌ها
نوشتارهای اصلی:
- فهرست بازی‌های پلی‌استیشن ۲
- فهرست بازی‌های انحصاری پلی‌استیشن ۲
- فهرست پرفروش‌ترین بازی‌های پلی استیشن ۲